# 少納言局
少納言局，日本律令制太政官機構，與左右弁官局合稱「太政官三局」，最高長官為從五位下「少納言」，其職務類似於中國唐代之門下省，負責草擬各項詔書的文書工作，並負責授官敘位的相關儀式工作，在藏人所設立以前是相當重要的部門，少納言們更是多由天皇侍從兼任，職權甚重。

## 簡介
少納言局主要負責詔勅、宣旨等文書工作，並將詔書寫成「清書」（使草稿和手稿等寫成整齊的公文）。除目（封授官職）、敘位等儀式相應事宜也是少納言局的工作。因隨時代演變，實權後來主要掌握在大外記、少外記等官員手中，因此後來也被稱之為「外記局」。

## 組織
| 主官             |   | 副官          |   | 職員         |   | 職員         |
| ---------------- | - | ------------- | - | ------------ | - | ------------ |
| 少納言（3人）    | → | 大外記（2人） | → | 史生（10人） | → | 使部（43人） |
| 権（員外）少納言 |   | 少外記（2人） |   |              |   |              |

- 可知「少納言局」定員約有「60人」。

### 主官
『少納言』（從五位下）
- 《養老令·職員令》：「少納言三人。【掌。奏宣小事請進鈴印伝符進付飛驛函鈴兼監官印其少納言。在侍從員內】。」[2]

定員為3人，稱為「少納言」，是太政官四等官制中的第三等－判官，一般而言少納言負責詔敕宣下的工作，但是與大納言、中納言這些高級官員不同的是，少納言通常是負責奏宣一些小事和次要的決議而已；另外負責天皇御璽的雕刻及太政官印的處理。少納言在最開始的時候是重要官職之一，通常由天皇身邊的侍從兼任。其唐名稱之為「尚書郎」、「門下給事」、「給事中」。
但也因為如此，這些侍從來兼任少納言一職時，通常只是代領，重心仍在侍從天皇的職務上，因此少納言局的實際職務主要還是由其底下的大外記、少外記等次官來進行處理，因此實權後來多在外記們的手上，因此少納言局也被稱之為「外記局」。而後隨著藏人所的設立，大多的職務都逐漸被替代，而後少納言也漸漸變成有名無實的榮譽官職了。
約莫在安土桃山時代之後，廣澄流清原氏嫡流公卿舟橋家，作為家格為半家的公家，世襲為天皇講述經典的身分，因此作為侍讀都會被任命為少納言之職。

### 外記
唐名稱之為「史官」、「門下錄事」、「外史」、「主書」。是太政官四等官制中的第四等－主典，該官職最早於日本平安時代所設立，其職務是負責去糾正、修改中務省的內記所撰寫的詔書，同时又負責太政官的奏文，閱審各項公文資料，是否符合先例，並且會參與各項儀式典禮，最早本為臨時設置的官職，但不久後就成為定官。由於職務的需要，因此該官職多由文筆不俗且精通漢籍經典的文官擔任。
大外記、少外記乃是「顯官」之職，與大史、少史、式部丞、民部丞、左右衛門尉、彈正忠、勘解由判官等官職，皆為中下級官職裡面特別重要的職位，對於並非是上層公卿家族出身的人來說，因為負責各項文書工作，與上層交流頻繁，因此這是一個較易進入上流階層的重要職位。
『大外記』（正七位上）
- 《養老令·職員令》：「大外記二人。【掌。勘詔奏及讀申公文勘署文案檢出稽失】」[2]

定員為2人，稱為「大外記」。雖說敘位在律令制下為正七位上，但大外記一職在桓武天皇延曆二年（784年）以後多由六位的官員出任，而當大外記升任為五位時，就會被稱為『外記大夫』（大夫=五位以上官員尊稱）。並且因為事務繁忙且重要，平安時代中期以後地位的上升，也是造成五位大外記出現的原因之一。
平安時代中期以後，大外記成為公家裡世代學習「明經道」（儒學）的清原氏嫡流－舟橋家和中原氏嫡流－押小路家這兩家的人世襲的職位。而在室町時代以後，舟橋家以天皇侍讀的身分還可以更上一層樓，升任為三位的少納言。
『少外記』（從七位上）
- 《養老令·職員令》：「少外記二人。【掌同大外記】」[2]

定員為2人，稱為「少外記」。其職責與大外記相仿，輔佐大外記處理各項政務和文書處理的工作。

### 職員
『史生』
定員為10人。
『使部』
定員為43人。